# Nicolas Husson
Pour les articles homonymes, voir Husson (homonymie).
Nicolas Husson, né le 11 février 1814 à Toul où il est mort le 28 mars 1890, est un pharmacien toulois, passionné d'archéologie, géologie, paléontologie et spéléologie.

## Biographie
Il est le fils de François-Joseph Husson et de Catherine Thiébaut, issue d'une vieille famille touloise. Le 25 février 1840, à Pont-à-Mousson, il épouse Marie-Fanie Masson, née le 23 novembre 1818. Ils auront un unique enfant, Camille.
Ancien élève de l'École de pharmacie de Paris, Nicolas Husson fut membre correspondant de la Société de pharmacie de Paris, de la Société de médecine de Nancy et de l'Académie de Stanislas. Il fut adjoint au maire de la ville de Toul.

## Hommage toponymique
C'est en l'honneur de Nicolas Husson et de son esquisse géologique de 1848 que les calcaires oolithiques à polypiers de l'étage stratigraphique Bajocien ont été nommés « Calcaires à Polypiers de Husson »,.

## Œuvre

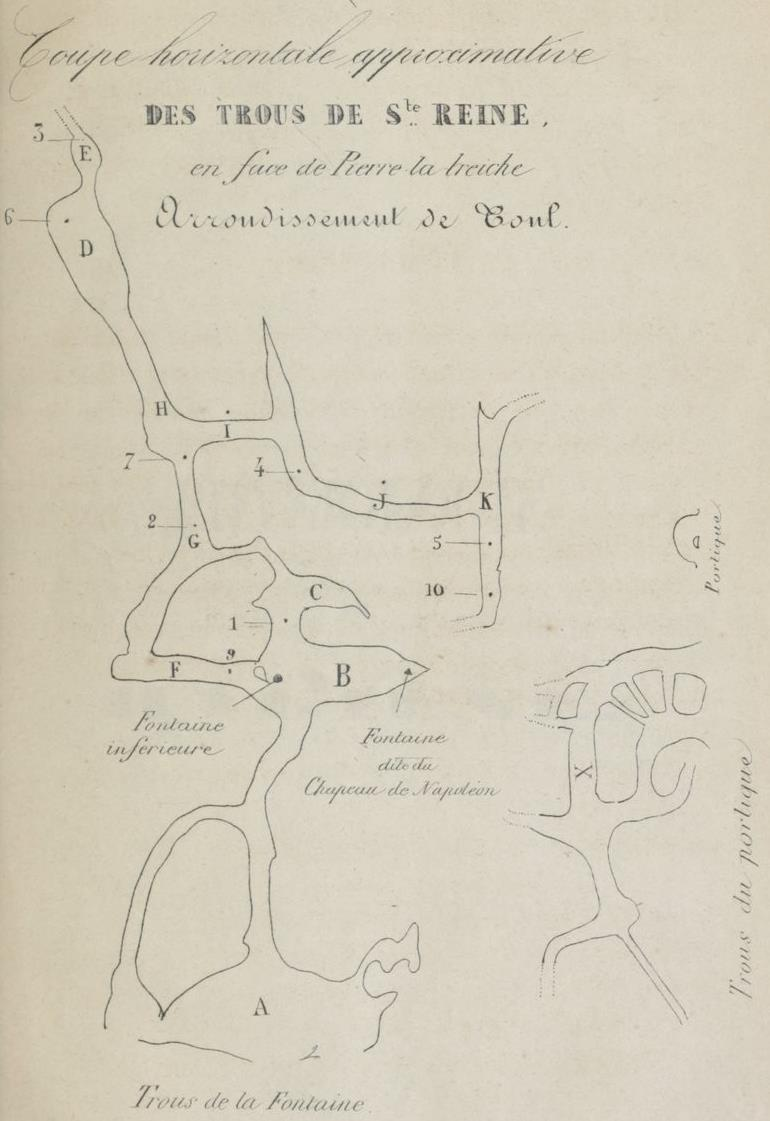
Plan de la grotte Sainte-Reine (Pierre-la-Treiche, France) publié par N. Husson en 1863 dans « Notes pour servir aux recherches relatives à l'époque de l'apparition de l'Homme sur la Terre et importance d'un air abondant et pur »

Nicolas Husson est le premier explorateur des grottes de Pierre-la-Treiche dans la seconde moitié du XIXe siècle. Son but est d'« établir l'ancienneté de l'homme d'après les alluvions de la Moselle » dans la région.
On lui doit l'exploration et la désobstruction des grottes Sainte-Reine et des Celtes à Pierre-la-Treiche, du Géant à Gondreville, des Fées à Liverdun et de la Grosse-Roche à Aingeray.
Lors de ses explorations débutées en 1863 il a découvert plusieurs ossements d'animaux préhistoriques (mâchoires, fémurs, humérus, cubitus, côtes... d'ours des cavernes, dents et débris d'ossements de hyène des cavernes) et des traces d'occupation humaine (ancien foyer, os travaillés, ossements, tessons de poterie, silex taillés, amulette en bois de cerf ou de renne, vase en verre bleu émaillé d'époque romaine...).
Il fut aidé dans ses recherches par son fils Camille et a travaillé de concert avec Alexandre Godron, ce dernier ayant établi l'historique des recherches dans une publication en 1878.
En géologie il « étudie les stratigraphies quaternaires des environs de Toul » et décrit l'étage des calcaires à polypiers dits de Husson.

## Publications
On dénombre une quarantaine de publications. Du fait du métier, lieu d'exercice et passion communs avec son fils Camille, de nombreux ouvrages sont attribués par erreur au fils, en particulier l'ensemble des études archéologiques, géologiques, paléontologiques et spéléologiques menées sur le Toulois et publiées entre 1846 (Camille avait alors 3 ans !) et 1880... Globalement la quasi-totalité des ouvrages et communications signés Husson sont à attribuer à Nicolas ; ceux du fils font apparaître C. ou Camille ou Camille Louis ou Husson fils.
- (1838) - « Note au sujet de la falsification des vinaigres par l'acide sulfurique », Pharm. Chim. no 24, p. 556-559
- (1846) - « Tableau synoptique de la géologie de l'arrondissement de Toul », Journal de la Meurthe
- (1848) - Esquisse géologique de l'arrondissement de Toul, Impr. A. Bastien, Toul, 104 p.
- (1849) - Supplément à l'esquisse géologique de l'arrondissement de Toul, Impr. A. Bastien, Toul, 24 p.
- (1850) - Esquisse géologique de l'arrondissement de Toul - Annotations et corrections, Impr. A. Bastien, Toul, 8 p.
- (1853) - Mémoire sur les couches qui joignent l'arrondissement de Toul au département de la Meuse, ou probabilité d'une erreur dans un des faits généralement admis par les géologues de nos contrées
- (1860) - Étude géologique à la jonction des départements de la Meurthe, de la Moselle et de la Meuse
- (1861) - Statistique médical et hygiène. Lois principales du mouvement de la population dans la ville et dans l'arronidssement de Toul, Impr. P. Toussaint, Pont-à-Mousson, 110 p.
- (1862) - « Étude géologique sur les couches situées à la jonction des trois départements, Meurthe, Moselle et Meuse », Mémoires de l'Académie de Stanislas, Documents pour servir à la description scientifique de la Lorraine, Académie de Stanislas, Nancy, p. 341-356
- (1863) - Notes pour servir aux recherches relatives à l'époque de l'apparition de l'Homme sur la Terre et importance d'un air abondant et pur, Impr. A. Bastien, Toul, 35 p.
- (1864) - Origine de l'espèce humaine dans les environs de Toul par rapport au diluvium alpin, Impr. P. Toussaint, Pont-à-Mousson, 68 p.
- (1865a) - « Mémoires », Journal de la Société d'archéologie lorraine et du Comité du Musée lorrain 14e année no 1, Société d'archéologie lorraine, Nancy, p. 7-21, 146-148
- (1865b) - Alluvions des environs de Toul par rapport à l'antiquité de l'espèce humaine, Impr. A. Bastien, Toul, 16 p.
- (1865c) - Ancienneté de l'Homme dans les environs de Toul à l'occasion d'une brochure de M. De Mortillet, Impr. A. Bastien, Toul, 8 p.
- (1865d) - Ancienneté de l'Homme dans les environs de Toul - Note complémentaire, Impr. A. Bastien, Toul, 8 p.
- (1866a) - Origine de l'espèce humaine dans les environs de Toul et figurines des temps primitifs, Impr. A. Bastien, Toul, 16 p.
- (1866b) - Alluvions des environs de Toul par rapport à l'antiquité de l'espèce humaine, Impr. A. Bastien, Toul, 8 p.
- (1867a) - Origine de l'espèce humaine dans les environs de Toul par rapport au diluvium alpin, Impr. J.-B. Baillière, Paris, 16 p.
- (1867b) - Origine de l'espèce humaine dans les environs de Toul - Analyse chimique et examen comparatif des épaves touloises avec celles du musée impérial de Saint-Germain et de l'Exposition universelle, Impr. A. Bastien, Toul, 30 p.
- (1870) - Histoire du sol de Toul, 17e note sur l'origine de l'espèce humaine dans les environs de cette ville, Impr. Lemaire, Toul, 56 p.
- (1880) - Concordance de classifications relatives à l'arrondissement de Toul, Impr. T. Lemaire, Paris, 54 p.